# バーン (ダイの大冒険)
大魔王バーンは、三条陸（原作）と稲田浩司（作画）による漫画およびそれを原作とするアニメ『DRAGON QUEST -ダイの大冒険-』に登場する架空の人物。
アニメでの声優は内海賢二（1991年版）、土師孝也（2020年版 / 老年）、子安武人（2020年版 / 真・大魔王→鬼眼王）。

## キャラクター概要
魔界最強の実力者にして齢（よわい）数千年余の老魔族の男性。人間が脆弱であるという理由のみで太陽の恵みを人間だけに与え、魔族と竜族を地底にある暗黒の魔界に閉じ込めた神々を憎む。「魔界の神」の異名を持ち、その規格外の力から聖母竜マザードラゴンからも神をも優に超える力を持つと言われる。勇者アバンに倒され死の淵に遭った魔王ハドラーを救い、新たなる魔王軍を結成。十数年後、地上界に対する侵略を行わせていた。だが、バーンの真の目的は、魔界の上を覆う地上界を完全に消滅させ、彼が「素晴らしい力」と賞賛する太陽の光を魔界に降り注がせることであった。建造物として、魔界にいくつかの宮廷（第7宮廷までの存在が判明）、地上に鬼岩城とバーンパレス（大魔宮）を所有する。
名前の由来は「burning（燃える）」からで、原作者いわく「地上を焼きつくすイメージから」とのこと。

## 人物
一人称は「余」だが、一度だけ「私」と発言しているシーンがある。弱肉強食の世界である魔界の頂点に立つだけあって、「力こそ正義」を信念として掲げる徹底した実力主義者である。ゆえに弱者に対しては容赦なく、力で蹂躙することを楽しいと言って憚らないが、一方で強い者に対しては種族を問わずそれなりの敬意を払うと述べており、種族として軽蔑している人間であってもヒュンケルのように軍団長にまで取り立てたり、敵であるダイをも部下に誘おうとしたこともある。
中にはキルバーンのように「協力者として近づき、自分がしくじればたちどころに暗殺者へと早変わりする」事を承知の上で、大魔王を前に「キルバーン（バーンを殺せ）」と堂々と口にする図抜けた態度とその実力を認め、片腕として受け入れるなど、実力に裏付けられた度量の大きさを随所に示している。
「天地魔界に恐るる物なし」と自負するほどの強さに加えて、老獪な知略にも長けており、純粋な力においては自分に及ばないバランも予測しがたい面があるからという理由で一目置いたり、自分が信奉するそれとは全く違う種類の強さを持つ者として人間であるアバンの力を認めて警戒し、地上侵攻の際には真っ先にハドラーに始末を命じるなど、深い戦略眼を持つ。ヒュンケルが押し殺していたアバンへの思慕や、初対面でハドラーが抱いた挑戦心など、他人の心理に対する洞察力も優れており、ダイが自身を倒した後に起こりうる迫害について反論をしたレオナの動機が「ダイに対する個人的好意」であることも一目で見抜いていた。弁も立つことから、劇中ではダイやパーティ達の戦意を幾度も挫き、相手の力を封じる言葉を用いている。また、失敗を繰り返したハドラーにも「追い詰められれば案外化けるかもしれんぞ」と見て、彼に処刑を示唆しつつも先の功績に免じてチャンスを与えるという形で奮起を促し、結果として大きく成長を遂げさせるなど、優れた統率者としての器も端々に見せる。
ただし、魔界を太陽の光で照らすためであれば、禁呪法を扱う者でさえ恐れるという黒の核晶（くろのコア）さえも平気で扱うなど、目的のためには手段を選ばない。さらに、他者の情愛を理解はしても尊重や共感を示すことは一切なく、本質的には大魔王の名に相応しい冷酷非情かつ自分本位な性格である。そのため、ハドラーの体内に本人に告げずに黒の核晶を埋め込んでいたり（ただし、これについては核晶自体がハドラーの心臓の役割も果たしていた）、彼がバランに圧倒され敗色が濃くなると問答無用で核晶を爆破して相討ちを狙う、魔王軍から離れたバランに対し「反旗を翻すおそれがある」としてキルバーンに抹殺を命じるなど、部下や敬意を払うと言った相手であっても必要とあらば躊躇せずに切り捨てる。
一方で大魔王としての矜持や勝利に対する執念は非常に強く、ダイとの最終決戦では勝利するために、地上を消滅させ神になるという数千年来の野望もかなぐり捨て、己の肉体さえも捨て去り、巨大な魔獣と成り果てた。その際は「だが敗北よりはいい、敗北よりは」「大魔王バーンの名だけは守り通す」「三界を支配し震わせる魔獣として恐れられるのも一興」「ダイにさえ勝てれば、ダイに勝つことだけが全てなのだ」と不敵な笑みを見せていた。

## ストーリー記述

### 新生魔王軍結成
ハドラーの命を助けた後、暗黒闘気によって復活・強化する肉体を与える（アニメ版第2作ではハドラーがアバンに倒される様子を水晶を通して観ているシーンが序盤に描かれている）。一方で万が一のことを考えて黒の核晶（ハドラーの既存の2個の心臓に加える役割をも持つ）を秘密裏に植え付けた（バーン曰く最初から捨て駒にするつもりはなかったという）。ハドラーを眠りにつかせて力を蓄えさせる間、鬼岩城やバーンパレスの準備など地上侵攻の用意を密かに進めていた。13年間の眠りから目覚めたハドラーを魔軍司令へと任命し六人の強者を集めて六団長を結成し（正式な結成日は鬼岩城の落成と同日）、満を持して地上侵略を開始させた（ハドラーがアバンに倒されてから15年後）。この頃は自身は表舞台にはほとんど出ず、ヴェールの向こうで姿を隠している。邪悪な魔力によってモンスターたちを凶暴化させ、各国侵攻の駒とする。アバンの存在に単純な力以上の危険性を感じ、真っ先にハドラーを討伐へ向かわせた。アバンに勝利したハドラーに対しアバン抹殺の功績を讃え、ハドラーに地上侵攻を任せる。短期間のうちにオーザムをフレイザードに、リンガイアをバランに滅ぼさせ（両国ともにバーン自身が鎮座する大魔宮・バーンパレスが潜伏していた「死の大地」に比較的近い北方の地で、ピラァ・オブ・バーンを打ち込む予定地点でもあった事が後に明かされた）、パプニカ（魔王時代のハドラーの本拠地、更にピラァ・オブ・バーンを打ち込む予定地点が周辺に二つあった）をヒュンケルに壊滅させた。序盤はハドラーや軍団長たちが前線に立つためダイと対面するのはかなり後となる。

### クロコダイン戦～バラン戦まで
アバンの弟子（アバンの使徒）たるダイ達の討伐を任されたクロコダインがロモスにて敗北したため、自らヒュンケルを次の刺客として指名する。だがヒュンケルもまた敗れ、ハドラー率いるダイ一行への総攻撃も失敗し、フレイザードまでも倒される。これによってロモス攻略が失敗し、パプニカを奪回されてしまう。更にクロコダインとヒュンケルが離反しダイの側に付いてしまう。これらの責任はハドラーにあるとし、カールを壊滅させる戦功をもあげたバランが息子・ダイを仲間に引き入れられれば、魔軍司令の地位をバランに移すことを決定する。しかし、ダイとの激闘の末、バランは逆に魔王軍を離脱し何処かに去ってしまう。ハドラーを呼びつけると失態の数々を挙げ死刑宣告をするが、アバンを倒した功績は忘れていないとしてもう一度だけチャンスを与える。キルバーンには抹殺を促されたものの、バーンは「化けるかもしれない」と見てあえてチャンスを与えた。

### ハドラー親衛騎団誕生
アバンの使徒たちに惨敗を喫したことで保身を捨て、超魔生物へと変貌したハドラーの覚悟を認め姿を見せる。老人の姿だったためハドラーは内心で反旗を翻すことを考えるが、その思惑を見破り「試してみるか？」と問い、ハドラーの頭を下げさせた。そしてオリハルコンでできたチェスの駒を与え、ハドラーに禁呪法を用いて新たな軍団を生み出すように告げた。一方で、ダイに敗北し姿をくらませたバランが人間に味方する可能性を危惧し、キルバーンに処刑を命じるが失敗。これによりバランは本格的にバーンへの敵対を決意する。

### バランの死～ハドラーの離反
大魔宮へと乗り込んできたダイとバラン対ハドラーの戦いを水晶越しに観戦。竜魔人と化したバランにハドラーが圧倒され、勝利が絶望的になったことを悟ると黒の核晶を爆発させようとするが、思惑を見抜いていたバランによって阻止される。しかしミストバーンが直に赴き、爆破を決行。ダイを庇ったバランは力を使い果たして倒れ、ハドラーは消息不明となった。直後に、アバンの使徒たちの前に姿を現し、ここまで生き残る健闘をした「褒美」として自らが戦うことを告げる。手始めにバランの遺骸をメラで焼き払い、逆上して立ち向かってきたダイを暗黒闘気の一撃で打ち倒すと、圧倒的な力で一行を追い詰める。しかし、復活したダイの思わぬ奮闘により、一度は戦闘不能になるほどのダメージを受ける。ベホマですぐさま回復すると、素手では不利とみて自らの武器である光魔の杖を取り出し、ダイの剣をへし折り絶対的な力を見せつける。最後の一撃にカラミティウォールを放つが生存していたハドラーによって破壊され、ダイ、ポップ、マァムらを取り逃がす。反旗を翻したハドラーを始末しようと一騎討ちの勝負を展開。しかしダイたちとの戦いで魔力が落ちており、さらに死の淵から自力で蘇ったことでパワーアップしたハドラーに追い詰められる。ザボエラの不意打ちによってハドラーの動きが封じられ、それに乗じてトドメを刺そうとするが、ブロックのキャスリングにより失敗。これによってブロックが光魔の杖に貫かれ、ハドラーたち親衛騎団は光の球に包まれ姿を消した。その後、バーンは飛行する大魔宮をもって世界各地にピラァ・オブ・バーンと呼ばれる柱を打ち込み、地上界に対し本格的な攻撃を始める。ミストバーンを魔軍司令に就任させ、ザボエラにはその補佐を命じた。

### 最終決戦～老バーン戦
逃げ延びたダイ達をあぶり出すため、捕えていたヒュンケルとクロコダインの処刑を執り行う事を宣告し、大魔宮をカール北部にあるロロイの谷の上空で停止させるが、これが仇となって「ミナカトール」により大魔宮の機能の大半が停止。大魔宮へのダイ達の突入を許す。ハドラーたちとの決闘を制し大魔宮中央の主城に到達したダイに魔力炉をドルオーラで破壊され、結果的に階下からの攻撃に巻き込まれる。しかし光魔の杖でしのぎ切り、無傷のままダイと対峙する。成長したダイの前に圧されるが余裕を見せ、彼に人間の醜さと危険性を説き、傘下に下るように勧誘する。しかしNOの返答を突きつけられ再戦となる。レオナの協力によって放たれた二連発のドルオーラにより光魔の杖が破壊され、間一髪のところで逃れる。このままではダイの強さに対抗できないことを悟り、ミストへ肉体の返却を求める。バーンは「英知と魔力」を持った本体と、「若さと力」を持った肉体に分離しており、「若さと力」を持った肉体に憑依し活動していたのがミストだった。こうして本来の姿へと戻ったバーンは、真・大魔王バーンとなってダイと再戦する。

### 真・大魔王バーン戦
英知と魔力、若さと力を合わせたバーンの実力は圧倒的で、ダイの力でも太刀打ちはできなかった。一方的に攻め立てる中、バーンはレオナを捕らえ魔界の歌姫として生涯自分のことを語るように命令する。しかしレオナはパプニカのナイフを使ってバーンに微細な傷をつけ反撃。この世に絶対も無敵もないと身を持って証明し、ダイを鼓舞したレオナだが、バーンの怒りを買い「瞳」と呼ばれる小さな玉に閉じ込められる。さらにミストを滅ぼし、駆けつけた仲間たちの大半までもが瞳へと変えられた。これは「戦うまでもない相手」を強制的に無力化してしまうというものだった。アバンはバーンの天地魔闘の構えの前に敗北、ヒムとラーハルトの2人はポップの策に命を託して2度目の構えに突っ込んで倒れ、瞳へと変えられた。しかし奇策を用いたポップによって天地魔闘の構えを破られ、ダイの追撃により片腕を失い、三つある心臓の内一つをダイの剣で貫かれ再生能力を失った。剣の意志で突き刺さっているためバーンでも引き抜くことはできず、これが後に最大の敗因となる。だが、奮闘するダイたちに対してバーンは世界各地に既に5本を投下していた柱・バーンパレスの最終兵器たるピラァ・オブ・バーンがもう一本搭載されていることを告げる。まさに大魔宮の下にはフローラたちが控えており、その場に柱が撃ち込まれればどうなるかは誰が見ても明白であった。ダイの必死の攻撃も虚しくバーンはピラァ・オブ・バーンを投下し、ミナカトール諸共地上のダイの仲間たちを消滅させ、阻止できなかったダイは無力感に打ちひしがれる。さらに追い討ちを掛けるようにバーンはピラァ・オブ・バーンの正体を語る。実は各柱の頂上にはかつてハドラーの体内に埋め込まれており、死の大地を吹き飛ばし、バランの命を奪った黒の核晶が搭載されていた。しかも投下した6個の核晶は全てがハドラーに仕込まれていたそれの10倍以上の大きさであるうえに一つでも爆発すれば残り全てが誘爆してしまい、加えて投下も6星の魔法陣として配置されるように打ち込んでおり、地上界を完全に消し飛ばすには充分な威力があった。更にラストポイントに決戦の場を指定してダイたちを誘き出して柱の秘密を勘付かれないようにするというバーンの用意周到ぶりに、ダイ達は完全に打つ手が無い状態であった。時限装置の作動により、もう爆発まで幾ばくもない状態であり、今からでは到底防ぎようがない事実を突きつけられたダイは完全に戦意喪失する。その場に現れた冥竜王ヴェルザーにも賭けに勝ったことを宣言し自身の野望が成ったことを確信する。しかし、事前に危機を察知したメルルがフローラ達を避難させていたため、生き延びていたロン・ベルクとノヴァを初めとした仲間たちが黒の核晶を凍結させて爆破を阻止するべく動いている事実と、ポップとその言葉に感化されたダイが再び立ち向かってくるのに苛立ちと恐怖を感じ、余裕を失っていく。もはや地上のみならずその住人すら忌々しい存在であるとみなして直ちに核晶を起爆させんとするも、突如瞳が勝手に動き出しバーンを襲う。異常な出来事に恐怖するバーンだが瞳を操っているのがレオナが抱きかかえていたゴメちゃんであると見抜き、レオナの瞳化を解除。ゴメちゃんの正体が「神が地上へと落とした奇跡を起こすアイテム（神の涙）」であることを語る。レオナ、ポップ、ダイによるゴメちゃんへの命乞いを一蹴し、危険性を危惧したバーンはゴメちゃんを握り潰した。しかしゴメちゃんが最後の力を用いてダイの願いを叶えたことで世界中の人々に地上の危機が伝わり、彼らの奮闘によって核晶の爆発は阻止される。人間たちの思わぬ結束に一度は激昂、呆然とするバーンだったが、すぐに冷静さを取り戻し、ダイたち邪魔者を皆殺しにした後、また同じことを行い今度こそ地上を消滅させると告げる。ダイは最後の切り札として父バランから受け継いだ紋章の力を解放することを口にする。それを聞いたバーンは仲間たちを魔宮深くまで落とし、魔力炉の内部へと幽閉。ダイを挑発し嘲笑う。これによって怒り心頭に発したダイは紋章の力を完全開放し、竜魔人の形態へと変貌。まったく歯が立たずバーンは一方的に打ちのめされ、ダイが勝利のために己を捨てていることを悟る。それでも大魔王の矜持を曲げることはせず、自身も今の姿を捨てなければ勝てないと考え、鬼眼を完全開放し、巨人の魔物・鬼眼王の姿へと変貌した。

### 鬼眼王バーン戦～最期
バーンパレスは消滅し、戦いの場を瓦礫と宇宙空間へ移した後も両者の激闘は続いた。鬼眼王バーンはドルオーラすらも寄せ付けない圧倒的な力でダイを追い詰め、爪で腹部を貫き重傷を与えることに成功する。そしてトドメを刺そうとした直後、その行く手を阻むように真魔剛竜剣がダイの前に現れる。それは代々竜の騎士が使ってきた正当な武器にダイが認められたということだった。太陽が見せる母ソアラの幻影がダイの意識を呼び起こし、真魔剛竜剣に宿ったバランの魂がバーンの弱点である胸部の鬼眼を切るように告げる。
真魔剛竜剣を手にしたダイに対しバーンもまた鬼眼の魔力を込めた渾身の拳で迎撃を試みる。しかし真魔剛竜剣の威力が勝り片腕を切り裂かれてしまう。そのまま鬼眼にも刃が迫るが、バーンは鬼眼からのエネルギー波動で迎撃しながら瞬膜を閉じることで斬撃を防御。真魔剛竜剣は無残にも折れ、ダイを弾き飛ばしたバーンは勝利を確信したように哄笑する。
それでもダイは親友ポップの言葉を胸に立ち向かい、両者は最後の攻防を演じる。再びドルオーラを放とうとするダイに驚きつつもバーンは残った片腕でダイを捕らえ締め上げる。だが、渾身の力でまたもや腕を砕かれ脱出されて両腕を失い、その状態でもダイを追うが、紋章から発光したダイに眼が眩んだ隙に胸中に飛び込まれる。バーンは両腕がないため対処できず（2020年アニメ版では鬼眼のエネルギー波を再度放つも弾かれる）、変身前に胸に刺されたダイの剣を始点としたアバンストラッシュにより鬼眼ごと真っ二つに切り裂かれ石化・爆散。鬼眼王の肉体は砕け散り、瓦礫と共に隕石となって地上に振り注ぎ、バーンは上半身のみが石化した状態で自ら求めた太陽を背に宇宙空間へと消えていった。
こうして地上の存亡と太陽の恵みを賭けた死闘は、大魔王の敗北という形で幕を閉じたのだった。

## 形態・特質
魔族では珍しく人間と同じ肌の色をしており、頭部の左右に一本ずつ太い角を持つ。また、額には膨大な魔力の源となる第3の瞳「鬼眼」を有する。体内には3つの心臓を持ち、1つが潰されたくらいでは死なないが、左の心臓が潰れていれば左手を再生することが出来なくなるなど、身体の機能に大きな障害が出る。数千年前に限りなく永遠に近い生命を得るべく、「魔力と知性」を残した肉体と「若さと力」を持った肉体の2つに自らを分離させた。魔力と知性を残した肉体をベースとして、皆既日食が来る度に「若さと力」を持った肉体に「凍れる時間の秘法」をかけ続け、全盛期の肉体を封印しそれを側近ミストに預けてミストバーンとして管理させていた。このため「若さと力」を持った肉体は年を取らなくなったが、引き換えに本体（ベース）は老人の姿となっている。

### 老バーン状態時
外見は長い顎髭を生やした白髪の老人で、兜を被り長いローブを羽織っている。当初は決してその姿を見せず、時折カーテン越しに影を晒すだけで、謎の存在のような雰囲気があった。彼が真の姿を初めて読者に披露したのは、ハドラーの超魔生物改造後に謁見をした時であり、ハドラーもバーンの姿を見るのはこの時が初めてだった。そしてその後、彼が再びカーテンの陰に姿を隠すことはなく、ダイ達一行の前に自ら姿を現した時にも最初から素顔を見せていた。
その身に膨大過ぎる程の魔力を持ち、その呪文の威力は、最下級火炎呪文のメラであってもポップのメラゾーマをも凌ぐ破壊力を見せる。また、その膨大な魔法力のために増幅や溜めの時間が必要がなく即座に呪文を放てるため、2つの技を同時に出すこともできる。これはゲームでいう「1ターンに2回連続攻撃」を漫画として表現したもの。
ただし、若さと力を封印している関係上、身体能力は全盛期よりも著しく低下しており、本人もそれを自覚しているため、魔界の名工であったロン・ベルクに「光魔の杖」という護身用の武器を作らせて所持している。それでも他の戦士たちと比べれば桁違いの強さではあり、ヒュンケルのブラッディースクライドを指二本で挟み込んで受け止めたり、魔王軍で屈指の怪力を誇るクロコダインを裏拳で鎧に亀裂が入るほどの力で吹き飛ばす、超魔生物化したハドラーや双竜紋のダイと鍔迫り合いできる程のパワーを有している。相手がよほどの強者でない限り、ほとんどは暗黒闘気と圧倒的な呪文による攻撃だけで勝負が付いてしまうため、光魔の杖を実際に使用する機会は少ない。
老人の時でも圧倒的な力を誇るが弱点がないわけではなく、魔力を吸う光魔の杖を長時間使うと魔力が大幅に消費され、杖の攻撃だけでなく呪文の威力も衰えていくことから、膨大な魔力を持つバーンであっても、杖で長期戦を行うと消耗して弱体化するという欠点もある。ダイたちとの初戦でも光魔の杖の一撃でダイの剣を折るなど終始余裕で彼らを圧倒したように見せていたが、直後にハドラーと戦った時は剣を折ることが出来ず弱体化したカイザーフェニックスをあっさりと打ち破られている。この弱点はバーンも自覚してはいたが、実際には複数の強者と連戦するといった前例がこれまでになかったためか、ハドラーに指摘された際には自身の想像以上に消耗していたことに驚いている。その後、双竜紋を会得したダイとの再戦時には、ダイを真の強敵と認めた故か魔力を解放。更に身体能力が上がり魔力消費の気配が無い底無しの戦闘力を発揮出来した。
また、持ち前の回復力でどうとでもなるとは言えど、自身の絶大な力への自負故に余興が過ぎて思わぬ手傷を負うこともあり、マァムの閃華裂光拳で一時的ではあるが片腕を失ったり、ダイのアバンストラッシュを喰らい黒焦げとなって倒れたりもしている。
この姿でもダイ一行との初戦では彼らを圧倒し、完膚なきまでの敗北に追いやった。しかし、最終決戦時には双竜紋を得たダイとの戦いでは駆け引きの末に競り負け、このままでは勝てないと悟り、封印していた全盛時の肉体と合体、真・大魔王バーンとして分離する前の状態に戻る。
技は、超圧縮した暗黒闘気、カイザーフェニックス、カラミティウォール（光魔の杖が必要）、凍れる時間の秘法を使用。その他にマホカンタなどの防御呪文やメラ、イオラなどの下級呪文、ベホマなどの回復呪文も操れる。光魔の杖を武器として扱うが、肉弾戦の描写は少ない。カイザーフェニックスと光魔の杖の同時攻撃を仕掛ける場面はあるが、双竜紋となったダイはカイザーフェニックスに飛び込む方を選ぶことで反撃を受ける。
老バーン時の趣味としてチェスと酒があり、特に酒は盃を傾ける姿が度々みられた。また、チェスは前述のオリハルコン製の駒をも保有していたが指す相手は久しくいないらしく、もっぱら1人で指していた。
1991年のアニメ版ではその姿が晒される以前に番組が終了したため、ヴェールの向こうの影と声のみの登場だった。

### 真・大魔王バーン状態時
部下・ミストに預けていた全盛期時代の肉体と合体した真なる姿。老バーンの膨大な魔力と知性に、若々しい強靭な魔族の肉体が合わさって比類なき実力を誇る。袖の無い軽装を身に纏った若い男性の姿で、シリーズ中でも屈指の美形として描かれている。
この姿では最大3つの技を同時に出すこと（ゲームの「1ターンに3回連続行動」を表現）ができるため、向かってきた相手に、防御（フェニックスウィング）、攻撃（カラミティエンド）、呪文（カイザーフェニックス）を同時に浴びせる奥義「天地魔闘の構え」が使える。額の「鬼眼」から発した光線の力により、自身と一定以上の実力差（単純な実力からダメージ量を含め「戦うまでもない相手」と判断された場合）がついた時点で相手を「瞳」と呼ばれる宝玉にして内部に閉じ込めることができる。閉じ込められた者は「見る」「聞く」「考える」以外のことができなくなり、自力での脱出は不可能となり完全に無力化される。バーンの元に辿り付いたダイの仲間の内、ダイ、ポップ、アバン、ヒム、ラーハルト以外は戦わずして皆この状態にされ、その後ダイとポップ以外の残りの仲間もダメージを受けて「瞳」にされていった（後に、レオナのみ戻される）。
弱点はほぼないと言っても過言ではないが、敢えて挙げるならば「天地魔闘の構え」はカウンター攻撃であり自分から仕掛けられないこと、また三段行動の直後に体が硬直し、数秒間ながら身動きが取れなくなることである。全ての敵を一撃で葬ってきたバーンは、この弱点に気付いていなかった（後述）。
カウンター攻撃であると見破られた際には自ら構えを解き、通常の攻勢を仕掛け一行を圧倒した。また最終巻では左右の角が魔力の源であることが判明しており、ダイの手刀で左の角を切断された時は鬼眼の輝きが変わり魔力が失われたため瞳にされていたアバンたちが全員元に戻りバーンパレスの崩壊につながった。
最初のダイとの戦いでは、ダイの渾身のギガストラッシュを奥義「天地魔闘の構え」でほぼ完全に無効化して打ち倒し、駆けつけた仲間たちも次々に倒して「瞳」に変えていった。しかしポップの挑発と奇策により「天地魔闘の構え」を破られ、そこへダイの攻撃を受けて片腕を切断され、左の心臓を剣で貫かれるなど大ダメージを負う。だが、ダイたちと戦いながらも密かに本来の目的である地上の完全消滅の準備を進めており、最後の柱を落として核晶の爆発力を増幅する六星魔法陣（連載時は六芒星魔法陣）を完成させる。更に最後の柱が落ちると同時に時限起爆装置が起動し、ひとたび起爆の指令が入れば地上は消滅すること、もはや自分を倒しても爆発を止められないことをダイたちに告げる。絶望で戦う力を失ったダイを前に完全勝利を宣言するも、奮起したポップとそれに感化されたダイが再び立ち向かってくることに苛立つ。時限装置による起爆を待たず、魔力による爆破指令を出そうとするも、「神の涙」としての正体と力に目覚めたゴメちゃんが起こした最後の奇跡と、地上の仲間たちの活躍により、起爆までの僅かな時間の間にすべての核晶を凍結され失敗に終わる。この際は激昂して叫び声をあげ、それが収まるとしばしの間無言となりポップから「ショックで死んだんじゃないか？」とまで言われたが、実際は既に立ち直っており「勇者一行を皆殺しにする」「また同じことをすればいい」と言い放って戦いを再開した。その後、双竜紋の力を全開にしたダイとの一騎討ちでは完全に圧倒されてしまう。勝利のために我が身を捨てる覚悟を決めて「鬼眼」の力を完全開放した。
全盛期の肉体を再び使用した際には、精神面にも変化が現れた。前述のように激高して声を荒らげたり、ポップの挑発に乗せられ不覚を取るなど、常に冷静沈着だった老魔族時と比べて感情的になりやすくなり、人間の若者でいう「血気にはやる」面が見られた。また、敵に対しても敬意を表したり評価したりする度量の広い発言もほとんどなくなり、逆に相手を見下したり嘲笑するような言動が多くなった。予測不可能な相手は全力で即時粉砕するという老魔族時の慎重さも薄れ、相手の底力を見くびったせいで致命的な事態を招くなど、己自身の強さ（特に天地魔闘の構え）に絶対的な自信を持つあまり、いささかながら力に溺れ思慮に欠ける傾向も見られた（「天地魔闘の構え」を破られたのも、ポップの挑発に乗ったことがきっかけで、ダイが双竜紋の力を全開にしたのも、仲間たちを階下に落下させ「そんな力があるなら見せてみろ」とダイを挑発して竜魔人化を促したため）。また余興の一つとしてレオナを手元に置こうとしたが、反抗した彼女によって逆に肉体を傷つけられるという屈辱を味わっている。ダイに片腕を切断された際はショックの余り茫然自失となり、すぐに冷静さを取り戻して正気に返るもその隙を突かれ心臓の一つをダイの剣に貫かれた。これによって再生能力が落ちたために片腕が再生できず「天地魔闘」の構えがとれなくなったばかりでなく（バーンは剣を抜いて心臓と片腕を再生しようとするも、魂を持つダイの剣は食い下がり抜くことが出来なかった）、最大の敗因を生み出してしまった（前述）。後の外伝『勇者アバンと獄炎の魔王』でこの精神面の変化は「凍れる時間の秘法」の副作用（生物を停止させると、停止期間の長さの分だけ停止時点の精神が解除後も影響を残す）だったことが示唆されている。
技は、老バーンの使える技全てに加え、フェニックスウィング、カラミティエンド、カイザーフェニックス、天地魔闘の構え（攻撃・防御・魔法の三つの動作を一瞬で行うカウンター技）を使用。

### 鬼眼王バーン状態時
「鬼眼」の力を全解放し肉体に上乗せした魔獣の形態。いわゆるラストバトルにおける最終形態に相当する。元の10倍近い巨人の姿であり、巨人の頭部に本体（本来のバーンの上半身）が半ば埋め込まれるような状態で位置し、胸部には巨大な鬼眼を持つ。かつての魔王軍の拠点であった動く城「鬼岩城」はバーンが自分のこの姿をイメージして建造させたものだという。魔力の源である自分自身がこの姿になると二度と元には戻れないため、ダイとの戦いまで一度も使わなかったが、全てを捨て、自分を倒すためだけに竜魔人となったダイを倒すべく勝利のためにバーンも魔族の姿を捨ててこの姿になった。
この形態になってからは魔法やカラミティエンドなどの技は使わず、殴る蹴る爪で突くなど単純な攻撃のみになったが（アニメ版では肩部から相手を追尾する無数のエネルギー波を放射する描写が加わった）、その力は竜魔人となったダイをも圧倒し、ドルオーラすら通用しないほどの強靭さを誇った。胸部の鬼眼は弱点でこそあるが、攻撃に対しエネルギー波を放って迎撃し、更に硬質の瞼を閉じて覆うことも出来るため、破壊は困難である。

## 呪文・技
ここでは作中で使われた術だけを記述する。メラ系の最上位、手刀などシンプルだが極められたものが多い。

### 呪文
後述するように、劇中ではバーンの使う呪文の威力が他の術者のものと比べ桁違いであることを示す描写がある。連載当時のドラゴンクエストシリーズ作品において、呪文の威力は術者の魔力に関わらず半固定であることが共通認識であったが、本作ではそれを打ち破り、魔力が高ければその者の呪文の威力も増すとされた。この魔力によってダメージが増大するというアイデアは後発のシリーズ作品にも取り入れられている。
メラ
ゲームの『ドラゴンクエストシリーズ』に登場する、小さな火の玉を放つ呪文。普通の術者であればロウソクの火～火の玉程度の大きさの威力しかないが、バーンの魔力は桁違いの次元のため、巨大な火柱を上げるとともにバランの遺体を一瞬にして焼き払い、さらに2射目ではポップのメラゾーマを打ち破るに留まらず、特殊な布と法術で編まれたポップの「パプニカの法衣」を燃やし尽くした。直後、その威力におののくポップたちに対し「…今のはメラゾーマでは無い…、メラだ…」と事も無げに言ってのけ、一同を驚愕させている。
カイザーフェニックス
バーンの放つメラゾーマ（メラ系の最上位呪文）。放たれると炎の巨鳥（フェニックス）の形になり、まるで生きているかのように相手を襲う。その優美な姿と圧倒的な威力から、魔界では敬意を表して彼の放つメラゾーマを特別にこう呼ぶ。単なる火炎呪文の枠を超えて必殺技といえる威力を持ちつつ、バーン自身の圧倒的魔力により「溜め」なしで連射される。相手が受け止めたカイザーフェニックスに重ねることで、炎の巨鳥がさらに巨大化する。その威力は強大であり、デイン系以外の呪文を受け付けない材質であるはずの「鎧の魔槍」を打ち破るほど。
絶大な威力を持つがメドローアのように絶対の呪文ではなく、あくまで「極めて出力の高いメラゾーマ」であるため、相手がそれ以上の力量である場合は破られる。死の大地消滅直後の戦いではダイのアバンストラッシュで切られ、更に魔力を消耗していたためか炎耐性の高さ故か、ハドラーには拳でかき消された。最終決戦にて、光魔の杖との同時攻撃の際にはダイが意図的に飛び込んで耐えきり、真・バーン時の折にはポップに弱点を見切られ、魔法力を込めた指先で引き裂かれて無効化された。また「シャハルの鏡」で反射され破られている。ただし、反射した「シャハルの鏡」もカイザーフェニックス（とポップの放ったイオラ）を反射したことで砕け散ってしまい、その威力が尋常でないことがうかがえる。
マホカンタ
魔法を反射する、光の障壁を張る呪文。ポップのメドローアを反射する際に使用した。本作では使い手がほとんどいない希少な呪文として扱われ、バーン以外に実際に使用した者はいない。ゲーム中では誰が使用しても効果は変わらないが、作中においてマホカンタは使う者の魔法力によって反射した時のダメージ比率が変化するとされ、バーンの物は受けた魔法をほぼ100%相手に反射させる。さらに、バーンの特性ゆえに瞬時に障壁を張れるため、基本的に攻撃魔法は通用しない。
イオラ
爆裂呪文。この呪文もゲームに登場するが、バーンのイオラは一発一発が通常の術者のイオナズン級の破壊力を持つ。なおかつ、バーンはこれを両の手で連射することが可能である。真・大魔王時は両手からイオラの連射で負傷したダイをいたぶった。
ベホマ
これもゲームに登場する治癒呪文。ゲームでは誰が使っても瞬時に全回復できるが、本作の設定ではある程度の間呪文をかけ続ける必要があったり、術者の力量によっては傷とダメージ（失った体力）の同時回復は困難、過剰に傷つき生命力を損なっていると回復魔法すら受け付けなくなるといった制約があり、外見が変わるほどの大怪我を瞬時に全回復できるのは超魔力を持つバーンだけである。作中ではヒュンケルが、その姿を灰の中から蘇るという不死鳥の伝説になぞらえて表現している。
竜闘気によるストラッシュ・アローによって全身が黒焦げになった状態からでさえ瞬時に回復したが、双竜紋のダイによるドルオーラ二発分ほどに高い回復阻害効果のある攻撃による傷までは回復できないようである。

### 呪法
禁呪法
魔法使いの間で禁じられている呪文の総称だが、ここではその内の物質に意思と人の形を与える禁断の呪法について述べる。これによって生み出された禁呪法生命体は術者の精神が反映された意思を持つ。禁呪法生命体は体内のいずこかにある核を破壊する、あるいは術者が死なない限り、生き続けることが出来る。ハドラーも使用可能で、これによってフレイザードやハドラー親衛騎団を作り出した。
凍れる時間（とき）の秘法
数百年に一度、皆既日食の時にのみ使える秘法。生物・非生物を問わず、特定の物体の時間の流れを「凍結」させ、生態活動や破壊・変化を封じて「停止」させる。バーンはこれによって自らの全盛期の肉体を保存し、部下である“ミスト”に自分の肉体の管理と隠蔽を任せていた。
人間には未解明の天変地異の力を利用した非常に高度な術であり、作中でこの術を完璧に使いこなしていたのはバーンのみである。かつてアバンが、魔王ハドラーに使用した際は自分も「凍れる時間」に巻き込まれた上、1年余りで効果が切れてしまった（後の外伝で1年で効果が切れた点に関してはアバンのレベル不足ではなく、解除方法をハドラーの部下へ密かに授けたバーンの差し金であり、これでハドラーが復活したのに伴っての事だったことが明かされた）。バーンの絶大な魔力をもってしてのみ可能な技法と言える。
分身・合体
凍れる時間の秘法とは別に、自らの肉体を2つに分けて必要な時に合体できる術である。バーンは数千年前の太古の昔に魔法力と叡智のみを宿した老人の姿（ベース）と、戦闘能力と若さを宿した全盛時の肉体を2つに分け、凍れる時間の秘法を使用することによって、無限に近い寿命を得ることができている。本体（ベース）は老人の姿である老バーンの方であり、こちらが死ぬと復活できない。抜け殻となった「若さの肉体」は「ミスト」という暗黒闘気生命体の魔物が預かり、時には入り込んで操っていた。これがミストバーンである。全盛時の肉体の方にもいくらかの魔法力が残っているらしく、ミストバーンは黒の核晶を起爆させるために使用している。この際に、バランは「ミストバーン」の正体を悟った様子を見せていた。
老バーン時に光魔の杖を最大出力で戦っていたにもかかわらず、合体後には魔法力が消耗してる様子はないことから、ミストバーンに残されていた魔法力はそれなりの量の可能性もある。
魔法力によるバリア（結界）
自分の周囲に魔法や物理的な干渉を遮断するバリアを張る術。戦闘の際は片手で行っており、フバーハと同じものかは不明。防御目的ではダイに跳ね返された自分のイオラに対して使用しており、バーン自身だけでなくミストバーンとキルバーンも同時に守ることができる。内部にいる者が外部へ脱出することを妨害する効果もあり、初戦でポップが撤退を図った際、ルーラで逃げようとしたダイ一行はこのバリアに激突して落下。唖然とするポップに対し、バーンは「大魔王からは逃げられない」と言い放った。バーンの膨大な魔力によって、このバリアは大魔宮全体にも展開されている。ただし、魔王軍のメンバーには特殊な処理が施されているため、バリアの影響を受けることはなく自由に出入りできる。

### 武器
光魔の杖
バーンが老魔族の体の時に、護身用として使用する武器。制作者はロン・ベルク。装備者の魔力を吸ってエネルギー状の刃を展開（このため、杖というよりは槍に近い形状となる）、そのまま打撃力、硬度に変換するという、要するに理力の杖と同じタイプの武器だが、理力の杖が誰が使用しても魔力消費量、打撃力が一定なのに対し、この光魔の杖にはそういったリミットが設けられておらず、持ち主の魔力が強大であればあるほど、その魔力を糧に性能を増していく。比類なき魔力の持ち主であるバーンが使用すれば、オリハルコンを鍛えて作られたダイの剣すら簡単に折ってしまうほどの出力を見せる。一方で、ただ握っているだけでも持ち主の魔力をどんどん吸い上げていき、ダイとの初戦では魔界随一の魔力の持ち主であるバーンの魔力ですら枯渇し始めるほどに燃費が悪い。現に同じオリハルコン製でもダイの剣をやすやすと折ったのに対し、その後にハドラーと戦った際、ハドラーの覇者の剣は折れるどころか逆に光魔の杖を押し切り、損傷させた。双竜紋を得たダイの力量を認めたバーンが魔力を解放した後は、底無しと評される魔力によって、桁違いの出力を発揮させながらの長期戦も難なくこなしている。
その性質上、バーンの魔力あってこそ最強の武器と化けるのであって武器そのものの強さではなく、制作者のロン・ベルクは戯れに作ったものに過ぎないと述べている。ロン・ベルクに言わせれば「バーンは何を握っても最強クラスに強くできる」とのことで、「最強の武器」を作ることを目標としていた彼が白けて、宮廷を去る主な原因を作った。しかし、バーンは今でもロン・ベルクの存在を惜しんでいたらしく、終盤では再び魔王軍に勧誘していた。
出力を上げることでエネルギーの刃を前方に展開し、ドルオーラをも防ぐバリアを作ることも可能。しかし、ダイがドルオーラを連発して威力が倍加した際には突破され、バラバラに壊れてしまった。直後に、全盛期の力を取り戻したバーンからは「もう必要ない」と踏み潰されて消失した。

### 闘気技
いずれも暗黒闘気を用いたものらしく、ダイの負傷はしばらく治せないと述べている。
カラミティエンド
闘気を込めた手刀による、渾身の一撃。その威力はオリハルコンの剣による一撃と同等以上。バーン本人は「地上最強の剣」と自負する。しかし、竜魔人と化したダイには通用せず、腕で受け止められてしまった。
いくつかパターンがあり、上記以外にもただの手刀として放つものと、暗黒闘気を叩き込むように放つものがある。
カラミティウォール
極めて闘気に近いエネルギー衝撃波を、直進する半円状の壁として前方に放つ。たとえ耐えたとしても、吹き上がる衝撃波で大きなダメージを受ける。ダイも一度目の対戦では瀕死に陥った。強引に打ち破ったヒムも、両手を失うという甚大なダメージを受けたほど。老人の姿の時は光魔の杖を使って、真の肉体に戻った時は手で放つ。
同タイプのエネルギーを噴き上げて待機すればすり抜けることが可能という盲点もあり、ダイは2度目の対決でこれを用いることで破っている。
フェニックスウイング
バーンが真の肉体に戻った時に使える防御技。魔法力を弾く、衝撃波を伴った超高速の掌撃を放つ。名前は、掌撃を放つ際にあまりの速度のため摩擦で手に炎が上がる様が、炎の鳥の羽ばたきに見えることから付けられている。
その衝撃波によって並みの攻撃とあらゆる魔法は弾かれ、掌撃は竜闘気を纏ったオリハルコンの剣の一撃さえも受け止める。相手の方向に魔法を弾くことで防御のみならず反撃にも利用でき、メドローアすらも例外ではないが、ある程度集中、狙いが必要らしく、天地魔闘後の隙ができた時には、弾いて回避することが精いっぱいであった。
「闇の衣」を解き放ったミストバーンも使用可能。これを見たアバンとヒュンケルはミストバーンの正体を見抜き、メドローアを跳ね返されたポップも「ミストバーンにはメドローアを正確に跳ね返せたのに、バーンには出来なかった」ことから、天地魔闘の構えの弱点を確信した。
暗黒闘気の弾丸
ダイたちとの初めての戦い時のみ見せた攻撃。掌から、超圧縮した暗黒闘気の弾を打ち出す。ダイは戦闘開始早々この一撃で戦闘不能に陥り、バーンの圧倒的な力を見せ付けることとなった。ただし、直撃を受けたダイ・ヒュンケル・クロコダインのいずれも立ち上がっており、強者に致命傷を与えるほどの威力は無い模様（ダイが倒れたのは、ハドラーから受けた患部に更にダメージを受けたため）。また、真・大魔王バーンとなった際の戦闘の一コマでも、両手から闘気の波濤らしき技を打ち出している。

### 格闘・呪文によるコンビネーション技
天地魔闘の構え
片方の腕を天に、もう片方の腕を地に向けた不動の構え。攻撃してきた敵に対し「天」すなわち攻撃（カラミティエンド）、「地」すなわち防御（フェニックスウイング、または掌圧）、そして「魔」すなわち魔力を用いた行動（カイザーフェニックス）の三動作を一瞬で繰り出して完膚なきまでに粉砕する返し（カウンター）の必殺奥義。
不動の構えを取ることで相手に先手を撃たせると共にエネルギーを溜め込み、上記の三動作を行う。ただし、全力の大技を3つ繰り出すことで莫大なエネルギーを消耗するため、バーンといえど繰り出した直後は一瞬体が硬直する。バーンはこの技で相手を仕留め損なったことがないため、ポップに看破されるまで欠点に気付いていなかった。真・大魔王状態でなければ、使用できない。
なお、天地魔闘の構えを取らずともカイザーフェニックスやカラミティウォールを放てるなどの発言から、攻撃にカラミティウォールや他の呪文を使用するなど、攻撃や防御の技や呪文に複数のパターンがある可能性もあるが、作中では使われなかった。
作者いわく「RPGにおいて1ターンで超強力な攻撃を連発してくるラスボス」を漫画で表現すべく、考案したとのこと。

### その他
掌圧（しょうあつ）
掌から放つ衝撃波。ラーハルトのハーケンディストールを跳ね返した際に使用。また闇の衣を解き放ったミストバーンも使用しており、ポップ一行を壁面に叩きつけるほどの威力を見せている。
交信能力
離れた場所にいる相手と、肉声を使わずに会話をするシーンがある。能力の詳細は不明だが、この能力で会話した相手はミストバーンのみであるため、ミストが預かっている自身の肉体を介して会話を行っていた可能性が高い。

### 生体能力
鬼眼
バーンの額に存在する、魔力の要たる第三の眼。この魔力により、バーンパレスの結界は維持されている。
真・大魔王状態では、この眼の魔力により非力な者や重傷を負いバーンと闘うに値しない者を、「瞳」と呼ばれる宝玉に変えてしまうことが出来る。この状態になると「見る・聞く・考える」以外の行動ができなくなる。
悪魔の目玉や水晶玉を介せずとも、鬼眼の魔力によって遠隔地の相手との通信を行ったり、映像を虚空に投影することが可能。
また、特筆すべき能力として鬼眼の力を生命体に上乗せすることで、その生物を異形かつ強大な存在へと進化させることが可能。ドラムーンやバーン自身に対し、この進化を行った。バーンは作中で「新しい肉体を与える」と称して何度かハドラーを強化しており、鬼眼の力の伏線ともとれる描写だが、実際に鬼眼の力によるものかどうかは明言されていない。
ダイによって左側の角を折られた際に鬼眼が光を失い、アバンたちが元に戻った。
頭部の角
肉体を分離した際には魔力と叡智を残した本体のみ角を持つなど、鬼眼と同様に魔力を司る部分であることが示唆されている。実際に左側の角を折られた際は鬼眼が光を失い、アバンたちの「瞳」化が解かれている。
心臓
全部で三つあり、再生能力などを司る。ダイの剣で左側の心臓を貫かれた状態になったため、再生能力を封じられた。
バーンは切断された腕を、瞬時に再生させることが可能。同じ魔族でも、ロン・ベルクは両腕の重傷を治すのに何十年も掛かると発言しており、これだけでバーンの再生力が規格外なのがわかる。
心臓を一つ潰された程度では死なないが、膂力が低下するなど無視できないダメージを受ける。

## 他作品への出演
『星のドラゴンクエスト』では2016年12月14日から2017年4月末から開催されたコラボイベントで老バーンと真バーンが登場。敗北後は自爆することで一行を道連れにしようとしたが、地上を守ろうとするダイによって空中へと運ばれて爆発する。
『ドラゴンクエストモンスターズ スーパーライト』では2017年3月31日から始まったコラボイベントで老バーンと真バーンが登場。地図ふくびきで老バーンを仲間にでき、老バーンを転生させると真バーンを仲間にできる。新生転生も実装され、老バーン形態、真バーン形態と分岐された。真バーン敗北後は鬼眼王に変身しようとするが、バランが遺した真魔剛竜剣で主人公（プレイヤー）によってとどめを刺される。
『ドラゴンクエストモンスターズ ジョーカー3 プロフェッショナル』では2017年4月5日のアップデートで追加されたコラボバトルの3戦目で老バーンが登場。勝利するとバーンの分身を仲間にでき、とある配合で鬼眼王バーンも仲間にできる。